# Петтерссон, Торстен (писатель)
Торстен Петтерссон (швед. Torsten Pettersson; 9 июля 1955, Турку, Финляндия) — финский шведоязычный прозаик, поэт; с 1994 года — профессор Уппсальского университета.

## Биография
Родился 9 июля 1955 года в Турку, в Финляндии.
В 1982 году защитил кандидатскую диссертацию в Академии Або в Турку по теме творчества Джозефа Конрада. С 1988 года числился профессором литературы в университете Оулу, а с 1989 по 1993 годы — профессором общей литературы и эстетики в университете Хельсинки.
С 1994 года состоит профессором литературы Уппсальского университета.